# Song 3
「Song 3 （BABYMETAL × Slaughter to Prevail）」（ソング・スリー）は、BABYMETALと Slaughter to Prevail （スローター・トゥ・プリヴェイル）のコラボレーション・シングル。2025年 5月29日にCapitol Recordsから世界同時配信された。

## 概要
BABYMETALとロシアで結成されたデスコアバンド Slaughter to Prevailのコラボレーション楽曲。2025年8月8日に発売されるアルバム『METAL FORTH』の先行配信楽曲として、2025年5月29日に各種音楽配信サイトで世界同時に先行配信された。「3」をテーマにした言葉遊びが満載の、数え歌のようなユニークなリリックが特徴的な楽曲。また、BABYMETALの楽曲「4の歌」のセルフカバーで、2003年3月3日生まれのMOMOMETALのために作られたような楽曲。
　歌詞は、プロレスラー アントニオ猪木氏の掛け声がモチーフになっているが、歌詞自体は「1！2！ Thunder！(サンダー)」と少し替えている。
　なお、Slaughter to Prevailの2025年7月18日発売のアルバム『GRIZZLY』にもこの楽曲は収録されている。

## 音楽性
いにしえの音楽オタこと「店長のりちゃん」が、no+eにて「Slaughter to PrevailのJack SimmonsとAlex Terribleが英国とロシアで作曲した重厚なメタルコアのインストゥルメンタルに、BABYMETALがボーカルを加えた楽曲。さらに、TriviumのMatt Heafyが三味線の演奏で参加し、東洋と西洋の音楽要素が融合した独特のサウンドを生み出している。」と紹介している。

## チャート成績
オリコンでは、デイリーデジタルシングルランキングで9位。また、ビルボードジャパンでは、Billboard Japan Download Songsでリリース初週の週間72位に入った。
　アメリカでは、ビルボード全米チャートの6月14日付けでWorld Digital Song Salesで6位、Hot Hard Rock Songsで21位に入った。

## ミュージック・ビデオ
当楽曲のミュージック・ビデオ（以下MV）は、2025年5月29日の配信と同時にBABYMETALの公式Youtubeチャンネルで公開された。両バンドの本人達が出演したドラマ仕立てとなっている。監督はクリエイティブ制作会社THINGS.のクリエイティブ・プロダクションMONOS.に所属するTakasuke Katoが担当し、振り付けはMIKIKOが行った(MVの概要欄より)。
　MVの内容は、子供時代のAlexが悪い輩に苛まれながら、大人になってBABYMETALに励まされながらトレーニングを重ね、彼らに打ち勝つストーリーになっている。BABYMETALの楽曲「イジメ、ダメ、ゼッタイ」のセルフカバーのようにも見える。
　また、MV公開と同日、Slaughter to PrevailのJACK SIMMONSによる当楽曲のギタープレイが、ボーカルAlex TerribleのYouTubeチャンネルで公開された。

## ライブ・パフォーマンス
『BABYMETAL UK & EUROPE ARENA TOUR 2025』ツアーで、初日である2025年5月10日のベルギー・ブリュッセル公演にて初披露された。
　『BABYMETAL WORLD TOUR 2025-2026 NORTH AMERICA』ツアーで、2025年6月17日のアメリカ合衆国・フロリダ州タンパ公演にて Slaughter to Prevailのボーカル Alex が「Song 3」のパフォーマンスに初参加した。